# Estrella Araiza
Estrella Araiza Briseño es una gestora cultural mexicana, directora del Festival Internacional de Cine en Guadalajara (FICG) y de la Cineteca FICG.

## Trayectoria
Estudió la licenciatura en Ciencias de la Comunicación en el Tec de Monterrey.
En 2005 inició su carrera en la distribución cinematográfica. Dirigió la Unidad de Cine del Sistema Universitario de Radio, Televisión y Cinematografía de la Universidad de Guadalajara y desarrolló programas incluyentes para que personas con alguna discapacidad puedan disfrutar de las películas en las salas de cine.
En 2012 creó su empresa de distribución y ventas, denominada Vendo Cine. Su experiencia profesional está enfocada en el área de ventas y distribución de cine orientada hacia el cine mexicano.
Es responsable del área de proyectos especiales del FICG y en 2019, fue productora de la exhibición En casa con mis monstruos del director de cine Guillermo del Toro, en el Museo de las Artes (MUSA) de la Universidad de Guadalajara.